# Kolun
Kolun (románul Colun, németül Kellen) település Romániában, Szeben megyében.

## Fekvése
Kolun Szeben megye déli részén a Fogarasi-havasok lábainál fekszik, az Olt folyó partján. Közigazgatásilag Alsóporumbák községhez tartozik.

## Története
Nevét először 1322-ben említették Colonia néven, később, 1494-ben Kollen néven jelentkezett a forrásokban. Ezek az elnevezések valószínűvé teszik, hogy a települést eredetileg német telepesek hozták létre, majd később őket a román lakosok váltották fel. A falu neve jelenlegi formájában először 1733-ban jelentkezik.
A trianoni békeszerződésig Fogaras vármegye alsóárpási járásához tartozott. A második bécsi döntés nem érintette, 1918 óta megszakítás nélkül Románia része.

## Lakossága
1910-ben 511 lakosa volt, melyből 503 román és 8 német volt.
2002-ben 185 lakosából 184 románnak, 1 fő magyarnak vallotta magát.